# 田守伸也
田守 伸也（たもり しんや、1979年 - ）は、日本のパズル作家。謎解き作家。クイズ作家。パズル研究家。
和歌山県出身。日本パズル連盟理事。
過去の担当番組は『脳内エステ IQサプリ』や『最上級のひらめきニンゲンを目指せ!クイズ!金の正解!銀の正解!』など。
国内外で開催されている大規模なパズル大会（アジア数独選手権、世界パズル選手権選抜大会、世界ナンプレ選手権選抜大会、日本パズル選手権など）の問題プロデューサー、問題制作者。
パズル研究家としての活動では、虫食い算の名作『孤独の7』の初出が既存情報と異なることを見つけたり、あるなしクイズの歴史の研究をしたりしている。

## 略歴・人物
- 和歌山県生まれ。日本パズル連盟所属[1]。
- ナンバープレースなどの数学系・ロジックパズルや様々なパズルだけではなく、謎解きの問題も制作している。一般誌に加えて、認知症予防のパズルや子ども向けの教育パズル、知育パズルも制作する[3]。大手企業のキャンペーンや社内報、会報誌でパズル制作をしている[4]。法務省の機関で行われた授業でパズル協力をしている[5]。
- 国内外で開催されているパズル大会の問題制作も行う。アジア・ナンプレ選手権、世界パズル選手権選抜大会、世界ナンプレ選手権選抜大会、日本パズル選手権、パズル・ジャパン・オープン、ナンプレ・ジャパン・オープンの問題制作者[5]。
- パズルの講演も行っている。パズル以外に数理マジックにも精通していることから、知的遊びの幅広い話を聞くことができる[5]。
- パズルやトリックアートの事業を手掛けるアソビディアのサポートスタッフもしており、問題制作やデザインやパズル指導員などを担当している[6][7]。
- 日本では数人しかいない不可能クリエイター（不可能物体の制作者）でもある。特に、彼がトランプを入れた不可能ボトルはあまりに完成度が高いため、国内だけではなく海外からの評価も高い。また彼が制作した世界最小口径のビン詰めトランプは、第一人者ハリー・エン以上のクオリティと言われ、1万ドルでも欲しがる愛好家がいる。日本では、京都のパズル工房「葉樹林」に保管されている[8]。
- 彼の不可能ボトルを手に取ったマジシャンのMr.マリック、Dr.レオン、からくりどーる、ムッシュ・ピエール、深井洋正らは彼の不可能ボトルを大絶賛した[9][10][11][12]。
- 2020年7月19日、仕事仲間の息子で小学4年生の行人（ゆきと）さん9歳が作った問題をツイートで紹介。そのツイートは1万9000件以上リツイートされた他、4万3000件以上の“いいね”も獲得し、大きな注目を集める。[13][14][15][16]
- E・F・オドリング (E. F. Odling) の名作『孤独の7』の初出がそれまで知られていた1925年ではなく、ストランド・マガジン1922年11月号、ヘンリー・デュードニーのコラム内ということを見つけた。[2]
- あるなしクイズが明治24年には楽しまれていた[17]ことを最初に明らかにした。

## 書籍

### 単著
- 『パズル作家は本当に頭がいいのか？　これからの時代を生き抜くためのパズル作家の頭の使い方。』(20分で読めるシリーズ)まんがびと、2020年4月。ASIN B0874B7HM7。

### 関連書籍
- 『数学マジック事典　改訂版』東京堂出版、2015年8月。ISBN 978-4-490-10867-5。 - 編集協力
- 『数学パズル事典　改訂版』東京堂出版、2016年3月。ISBN 978-4-490-10875-0。 - 編集協力
- 『最上級のひらめき人間を目指せ! 金の正解!銀の正解! 厳選問題集』扶桑社、2017年8月。ISBN 978-4-594-07800-3。 - 作家
- 『脳検版　脳いきいき１００日ドリル』学研プラス、2020年7月。ISBN 978-4-05-611580-2。 - パズル制作
- 『脳活性ドリル150問』ブティック社、2020年12月。ISBN 978-4-8347-7624-9。 - パズル制作
- 『脳活性ドリル150問 vol.2』ブティック社、2021年6月。ISBN 978-4-8347-7648-5。 - パズル制作
- 『脳活性ドリル150問 vol.3』ブティック社、2021年12月。ISBN 978-4-8347-7679-9。 - パズル制作
- 『脳活性ドリル150問 vol.4』ブティック社、2022年6月。ISBN 978-4-8347-7709-3。 - パズル制作
- 『謎解きブック　紅玉』大創出版、2022年6月。 - 謎解き制作
- 『謎解きブック　紫水晶』大創出版、2022年6月。 - 謎解き制作
- 『謎解きブック　翠玉』大創出版、2022年6月。 - 謎解き制作
- 『謎解きブック　蒼玉』大創出版、2022年6月。 - 謎解き制作
- 『脳活！問題集150日』ブティック社、2022年12月。ISBN 978-4-8347-7746-8。 - パズル制作
- 『かいけつゾロリのドキドキなぞときパズル城』ポプラ社、2023年1月。ISBN 978-4-591-17597-2。 - 問題制作
- 『脳活性ドリルデラックス vol.1』ブティック社、2023年5月。ISBN 978-4-8347-7762-8。 - 問題制作
- 『脳活！問題集150日 vol.2』ブティック社、2023年6月。ISBN 978-4-8347-7768-0。 - パズル制作
- 『脳が喜ぶいきいきドリル150日』ブティック社、2023年9月。ISBN 978-4-8347-7798-7。 - 問題制作
- 『脳活性ドリル漢字デラックス』ブティック社、2023年10月。ISBN 978-4-8347-7784-0。 - 問題制作
- 『脳活性ドリルデラックス vol.2』ブティック社、2023年11月。ISBN 978-48347-7810-6。 - 問題制作
- 『脳活！問題集150日 vol.3』ブティック社、2023年12月。ISBN 978-4-8347-7816-8。 - 問題制作
- 『脳が喜ぶいきいきドリル150日(Vol．２)』ブティック社、2024年3月。ISBN 978-4-8347-7838-0。 - 問題制作
- 『脳活性ドリルデラックス vol.3』ブティック社、2024年5月。ISBN 978-4-8347-7848-9。 - 問題制作
- 『脳活！問題集150日 vol.4』ブティック社、2024年6月。ISBN 978-4-8347-7854-0。 - 問題制作
- 『1日5分 脳活ドリル150日』ブティック社、2024年9月。ISBN 978-4-8347-7887-8。　問題制作
- 『パズルの算法』上原隆平著、日本評論社、2024年9月。ISBN 978-4-5357-8987-6。　歴史、問題、不可能物体協力

## アプリ
- ナンプレ picks - 2016年3月15日公開。大人気パズルのナンバープレースが毎日遊べるゲームアプリ。(株式会社NTTドコモ)[5]
- ナゾトキ館～グレとリリィの不思議な館～ - iOS版[18]、Android版[19]。2021年2月24日公開。謎解き問題に答えて、不思議な館から脱出するゲーム。（株式会社ワークス）
- 謎解きアイランド - iOS版[20]、Android版[21]。2021年7月25日公開。判じ絵、あるなし、並べ替え、法則、なぞなぞのひらめき的思考が要求されるクイズゲーム。（株式会社ワークス）※2021年10月12日のバージョンアップから名称が「謎解きアイランド」に変更になる。旧名称は「ヒラメキアイランド」。
- 懸賞ナンプレ - iOS版[22]。2022年2月3日公開。大人気パズルのナンバープレースが遊べるゲームアプリ。（BABANGIDA）
- 学校バックれる！ - 脱出ゲーム - iOS版[23]、Android版[24]。2022年8月24日公開。学校をバックれる脱出・謎解きゲーム。（株式会社ワークス）

## 過去の参加番組

### テレビ
- 脳内エステ IQサプリ（フジテレビ） - 問題作成
- 最上級のひらめきニンゲンを目指せ!クイズ!金の正解!銀の正解!（フジテレビ） - 作家
- ドデスカ!（メ〜テレ） - 謎解き出題
- ホリナツのカンムリ(仮)（メ〜テレ） - 出演、謎解き出題
- 50秒サバイバルクイズ ナルハヤ（日本テレビ） - 謎解き出題協力
- 私たちの挑戦うけてみろ（フジテレビ） -  謎解き出題協力
- D style（静岡第一テレビ） -  パズル出題協力
- 私のバカせまい史（フジテレビ） - 不可能物体パズル制作協力
- ノンストップ！（フジテレビ） - 不可能物体パズル制作協力

### ラジオ
- 伊織もえのCHU!CHU!チューズデイ～夜ふかしラジオ～（InterFM897） - 出演、パズル出題（音声による出題）
- 子守康範 朝からてんコモリ!（MBSラジオ） - パズル提供
- 福知山ふるさと季行（京都FM丹波放送） - 出演
- SUPER CAST（ZIP-FM）- 出演

### WEB配信番組
- マリックがきた!! Mr.マリック公式チャンネル - パズル制作、パズル監修
- higashiomi.TV - パズル提供